# Teamspirit 55 EP
Teamspirit 55 EP jest pierwszym albumem zespołu Kontrust.

## Lista utworów
1. "Stop Reality"
2. "Myself"
3. "Respect"
4. "The Joker"
5. "Mon(e)day"
6. "Violation"